# Chór Męski „Echo” w Przeworsku
Chór Męski „Echo” w Przeworsku – chór męski działający przy bazylice kolegiackiej pw. Ducha Świętego w Przeworsku, założony w 1898.

## Historia
Chór założony został w 1898 przez Towarzystwo Gimmnastyczne „Sokół” w Przeworsku w związku z obchodami setnej rocznicy urodzin Adama Mickiewicza. Podczas uroczystości zorganizowanych z tej okazji wystąpił po raz pierwszy pod nazwą „Echo Sokole”. Pierwszą siedzibą chóru był budynek starej sieczkarni ofiarowany przez oo. bernardynów z Przeworska. Z powodu nacisków ideologicznych ze strony władzy komunistycznej w 1963 Chór „Echo” przeszedł pod patronat Parafii Ducha Świętego w Przeworsku. Od 2 kwietnia 1983 należy do Polskiego Związku Chórów i Orkiestr – Oddział w Rzeszowie. W 2007 Chór „Echo” został przyjęty do Konfraterni Najstarszych Chórów i Orkiestr.

## Działalność
Chór „Echo” uświetnia swym śpiewem przede wszystkim uroczystości kościelne i patriotyczne w bazylice kolegiackiej pw. Ducha Świętego w Przeworsku. Chór występował dwukrotnie podczas wizyt w Polsce bł. Jana Pawła II – w Rzeszowie w 1991 oraz w Krośnie w 1997. Uczestniczył w nagraniach dla Telewizji Polskiej i Radia Maryja. Śpiewał w sanktuariach: na Jasnej Górze i w Zakopanem na Krzeptówkach, w bazylice Krzyża Świętego w Warszawie, w Jarosławiu, Leżajsku, Kolbuszowej, Przemyślu, w Niżankowicach i Lwowie (Ukraina), na Watykanie (1994), Monte Cassino, w Asyżu i Padwie (Włochy).

## Nagrody
- 1996 – medal „Za zasługi dla Społecznego Ruchu Muzycznego” przyznany przez Zarząd Główny Polskiego Związku Chórów i Orkiestr
- 1998 – Nagroda Miasta Przeworska „Ratusz '98” w kategorii zasłużony dla miasta Przeworska
- 2000 – nagroda „Za osiągnięcia w dziedzinie Kultury i Sztuki” przyznana przez Marszałka Województwa Podkarpackiego

## Dyrygenci
- dh Tomasz Tworek (1898–1914)
- prof. Ludwik Michalec (1918–1926)
- prof. Michał Smyka (1926–1978)
- ks. mgr Marian Kwieciński (1968–1969)
- mgr Andrzej Olchawa (1980–2014)
- ks. dr Tomasz Hryniak (2014–nadal)